# Bjärkedialekt
Bjärkedialekten är en västgötadialekt som talas i Erska, Lagmansered, Magra och Stora Mellby socknar (alltså Bjärke härad) i Västergötland.

## Exempel
| Ord         | Uttal          | Betydelse                                               |
| ----------- | -------------- | ------------------------------------------------------- |
| aen         | [aːɛn]         | annan                                                   |
| aent        | [aːɛnt]        | annat                                                   |
| antelerater | [antɛlɛraːtɛr] | upprörd, upphetsad                                      |
| armastiver  | [arːmastiːvɛr] | stark i armarna                                         |
| bala        | [bala]         | prata livligt, skvallra                                 |
| balevär     | [baːlɛvæːr]    | oväder: hällregn m.m.                                   |
| baligt      | [baːlit]       | stökigt, mödosamt                                       |
| bissa       | [bɪsːa]        | (bröd)skiva, bit                                        |
| jaggern     | [jagːɛrɳ]      | milt kraftuttryck: det var jaggern, "det var som attan" |
| kedde       | [ɕɛdːɛ]        | ung pojke, pojkvasker                                   |
| skettsmock  | [ɧɛtː-smɔk]    | skitgubbe (skällsord om män)                            |
| smala       | [smaːla]       | prata mycket och entusiastiskt, pladdra                 |
| uja-mej-då  | [ɵjːamɛdoː]    | hujedamej, ojdå                                         |
| vater       | [vaːtɛr]       | redig, duktig stark                                     |
| vispeter    | [vɛsːpɛtɛr]    | vispig, hållningslös                                    |